# Championnat de France des rallyes 2013
Navigation
2012 2014
La saison 2013 du championnat de France des rallyes accueille une manche supplémentaire avec le Rallye d'Antibes qui revient dans un championnat qu'il avait quitté en 2001.

## Réglementation du championnat

### Barème des points
Les points sont attribués au scratch et à la classe selon le système suivant :
| Place   | 1er | 2e | 3e | 4e | 5e | 6e | 7e | 8e |
| ------- | --- | -- | -- | -- | -- | -- | -- | -- |
| Général | 10  | 8  | 6  | 5  | 4  | 3  | 2  | 1  |
| Classe  | 10  | 8  | 6  | 5  | 4  | 3  | 2  | 1  |

Seuls les sept meilleurs résultats sont retenus.
Si une classe comporte moins de trois partants inscrits au championnat, les points attribués seront divisés par deux sauf si le concurrent est classé dans les 10 premiers au classement général.

### Véhicules admis
Autos conformes à la réglementation technique en cours des groupes A/FA (y compris les WRC, S2000 et S1600), R, N/FN, GT+, F/F2000 et GT de série ainsi que les véhicules des coupes de marque. Le groupe Z et les Kit-cars sont admises mais ne peuvent marquer de points. Les GT+ pourront marquer des points dans le championnat mais, si le rallye est également inscrit en Coupe de France, ces dernières ne pourront marquer des points en Coupe de France. De même, les équipages d'une GT+ ayant participé à un rallye du championnat pourront faire une demande à la FFSA afin de pouvoir disputer deux rallyes de Coupe de France de coefficient 4 ou 5.

### Système de coefficients
Comme l'année dernière, des coefficients sont attribués aux manche du championnat. Le Rallye d'Antibes étant nouveau, est doté d'un coefficient 1. Le rallye Lyon-Charbonnières garde son coefficient 1 tandis que les sept autres rallyes, possèdent un coefficient 2.
Les rallyes du championnat, inscrit en coupe de France des Rallye, bénéficieront d'un coefficient 3.

### Ordre de départ
Ce sont les équipages inscrits au championnat qui partiront les premiers. S’ensuivront les équipages inscrits au Trophée Michelin puis les différents équipages des formules de promotion. Enfin, les autres concurrents s'élanceront derrière.

## Rallyes de la saison 2013

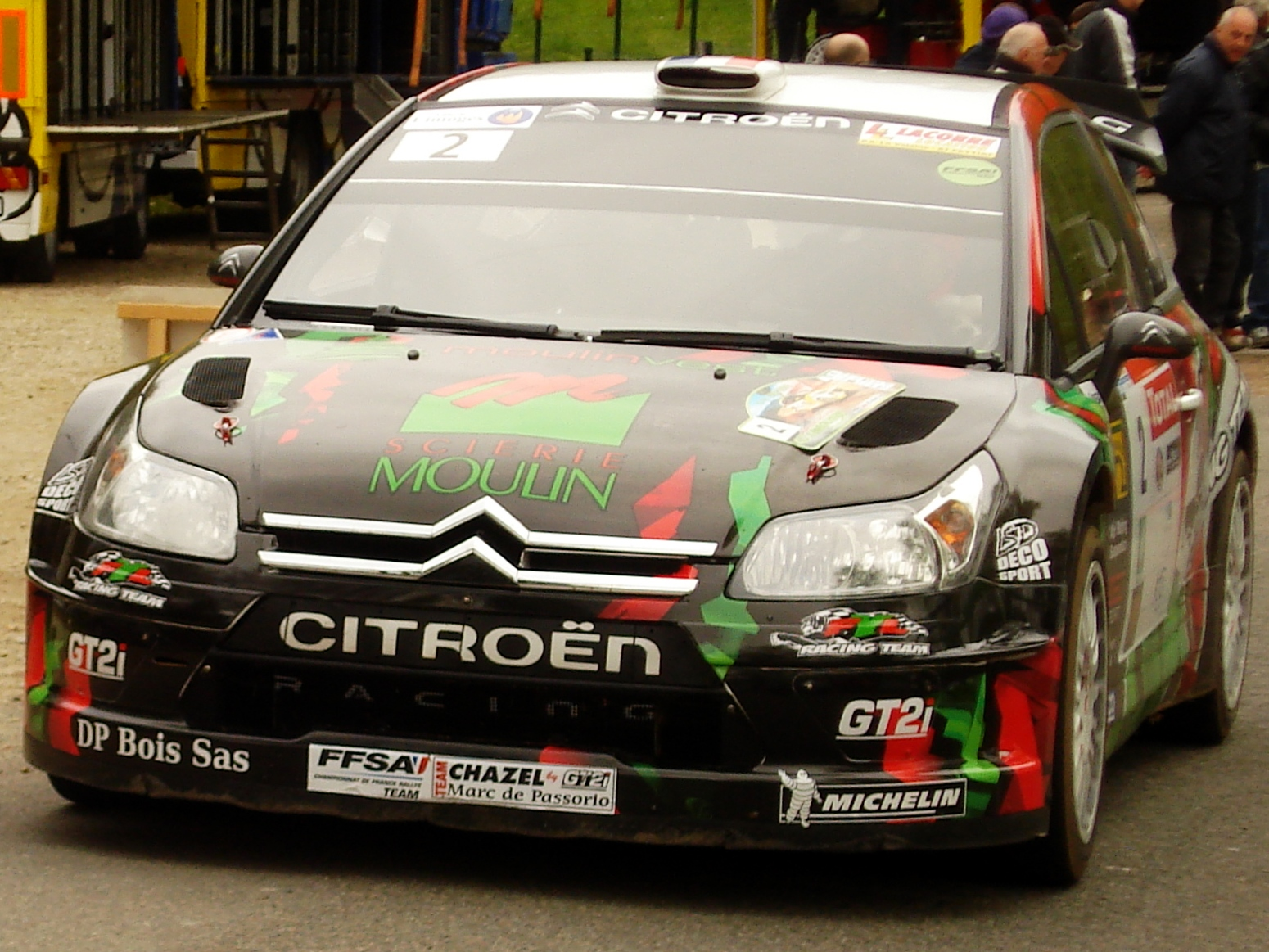
Jean-Marie Cuoq au Rallye du Limousin

| Manche | Dates                   | Rallye                    | Vainqueur       | Copilote        | Voiture            |
| ------ | ----------------------- | ------------------------- | --------------- | --------------- | ------------------ |
| 1      | 15 mars-17 mars         | Rallye du Touquet         | Éric Brunson    | David Heulin    | Subaru Impreza WRC |
| 2      | 19 avril-21 avril       | Rallye Lyon-Charbonnières | Julien Maurin   | Nicolas Klinger | Ford Fiesta WRC    |
| 3      | 9 mai-11 mai            | Rallye du Limousin        | Jean-Marie Cuoq | Jérôme Degout   | Citroën C4 WRC     |
| 4      | 14 juin-16 juin         | Rallye des Vins-Mâcon     | Julien Maurin   | Nicolas Klinger | Ford Fiesta WRC    |
| 5      | 12 juillet-14 juillet   | Rallye du Rouergue        | Jean-Marie Cuoq | Jérôme Degout   | Citroën C4 WRC     |
| 6      | 6 septembre-8 septembre | Rallye du Mont-Blanc      | Julien Maurin   | Nicolas Klinger | Ford Fiesta WRC    |
| 7      | 11 octobre-13 octobre   | Rallye d'Antibes          | Julien Maurin   | Nicolas Klinger | Ford Fiesta WRC    |
| 8      | 31 octobre-2 novembre   | Critérium des Cévennes    | Julien Maurin   | Nicolas Klinger | Ford Fiesta WRC    |
| 9      | 22 novembre-24 novembre | Rallye du Var             | Julien Maurin   | Nicolas Klinger | Ford Fiesta WRC    |

## Champions
| ASPHALTE - Absolu: - Julien Maurin - 2e Gilles Nantet - 3e Jean-Marie Cuoq Copilotes: - Nicolas Klinger Équipes: - Team EMAP Yacco Marques: - Renault Féminines: - Charlotte Dalmasso Amateurs (Trophée Michelin): - Gilles Nantet Juniors: - Axel Garcia | Opel ADAM Cup - Yoann Bonato 208 Rally Cup - Kevin Abbring Citroën Racing Trophy - Cédric Robert Citroën Racing Trophy Junior - Frédéric Hauswald Trophée Twingo R2 - Yann Clairay Volant Peugeot - Kevin Abbring | TERRE - Absolu: - Jean-Marie Cuoq Copilotes: - Alexandre Chioso Deux roues motrices: - Jean-Pierre Vital | TOUT-TERRAIN - Absolu: - Louis Dronde Copilotes (Trophée) - Pierre-Paul Dronde Deux roues motrices: (Trophée) - Jérôme Hélin 4x4 (Trophée) - Dominique Bastouilh |  |